# Imperatieve hallucinaties
Imperatieve hallucinaties zijn hallucinaties in de vorm van in het hoofd gehoorde stemmen, die een persoon ergens opdracht toe geven. De persoon die deze hallucinaties heeft kan hier al of niet gevolg aan geven. Met name imperatieve hallucinaties die aanzetten tot geweld tegen zichzelf of tegen anderen zijn vanuit psychiatrisch oogpunt zorgelijk, omdat de gevolgen ernstig kunnen zijn als de opdrachten zouden worden uitgevoerd.